# NGC 7779
NGC 7779 ist eine linsenförmige Galaxie vom Hubble-Typ S0/a im Sternbild Fische auf der Ekliptik. Sie ist schätzungsweise 234 Millionen Lichtjahre von der Milchstraße entfernt und hat einen Durchmesser von etwa 95.000 Lj.  

Im selben Himmelsareal befinden sich u. a. die Galaxien NGC 7778, NGC 7780, NGC 7781, NGC 7782.
Das Objekt wurde am 12. November 1784 von William Herschel entdeckt.